# Thakurdwara
Thakurdwara là một thành phố và là nơi đặt ban đô thị (municipal board) của quận Moradabad thuộc bang Uttar Pradesh, Ấn Độ.

## Địa lý
Thakurdwara có vị trí 29°12′B 78°51′Đ / 29,2°B 78,85°Đ Nó có độ cao trung bình là 211 mét (692 feet).

## Nhân khẩu
Theo điều tra dân số năm 2001 của Ấn Độ, Thakurdwara có dân số 35.279 người. Phái nam chiếm 53% tổng số dân và phái nữ chiếm 47%. Thakurdwara có tỷ lệ 50% biết đọc biết viết, thấp hơn tỷ lệ trung bình toàn quốc là 59,5%: tỷ lệ cho phái nam là 58%, và tỷ lệ cho phái nữ là 41%. Tại Thakurdwara, 19% dân số nhỏ hơn 6 tuổi.